# Лејк Арбор (Мериленд)
Лејк Арбор (енгл. Lake Arbor) насељено је место без административног статуса у америчкој савезној држави Мериленд.

## Демографија
По попису из 2010. године број становника је 9.776, што је 1.243 (14,6%) становника више него 2000. године.
| Група             | 2000.         | 2010.         |
| Белци             | 591 (6,9%)    | 198 (2,0%)    |
| Афроамериканци    | 7.572 (88,7%) | 9.058 (92,7%) |
| Азијати           | 151 (1,8%)    | 195 (2,0%)    |
| Хиспаноамериканци | 140 (1,6%)    | 240 (2,5%)    |
| Укупно            | 8.533         | 9.776         |